# Jonathan Jones (journaliste)
Pour les articles homonymes, voir Jonathan Jones et Jones.
Jonathan Jones est un critique d'art britannique, collaborateur du Guardian depuis 1999. Il a joué dans la série télévisée de la BBC Private Life of a Masterpiece et en 2009 a été juré du prix Turner. Il a également été juge pour le BP Portrait Award (en).